# Глибина циклічної події
Глибина циклічної події — одна із характеристик регулярних подій та виразів. Кількість вкладених одна в іншу ітераційних дужок в регулярному виразі, який задає цю подію; іншими словами, глибина циклічної події — це кількість послідовних застосувань операції ітерації до деякої підподії даної події. Оскільки одна і та ж регулярна подія може задаватись різними регулярними виразами, то, для того, щоб характеризувати глибину циклічної події одним числом, в кожному такому регулярному виразі вибирають максимальну кількість вкладених одна в іншу пар ітераційних дужок і із всіх отриманих чисел вибирають мінімальне. Це число беруть за глибину циклічної події.
Доведено, що для будь-якого натурального n існує така регулярна подія, що її циклічна глибина дорівнює n.